# Themus gracilimimus
Themus (Haplothemus) gracilimimus – gatunek chrząszcza wielożernego z rodziny omomiłkowatych.
Gatunek ten został opisany w 1983 roku przez Waltera Wittmera.
Chrząszcz o ciele długości 13-14 mm, ubarwionym jednolicie brązowo, dość jaskrawo. Głowa na wysokości oczu węższa od przedplecza, z wierzchu mikroszagrynowana i z rozproszonymi punktami szczecinkowymi. Czoło prawie płaskie, tylko przy każdej z nasad czułków mały wcisk. Czułki u samca długie i smukłe, u samicy krótsze. Długość drugiego członu samca podobna do długości tylnego biodra i większa niż członu trzeciego. Przedplecze szersze niż dłuższe, o lekko zaokrąglonych i słabo ku przodowi zwężonych bokach. Wydłużone, o prawie równoległych bokach pokrywy opatrzone są 1 lub 2 podłużnymi żeberkami każda. Samiec ma smukłe, nieco ku górze podgięte laterophysis. Samica ma ostatnie sternum odwłoka nieco pośrodku wystające i o lekko obrzeżonym wierzchołku.
Owad znany tylko z neplaskiego Thudam, z wysokości 3500 m n.p.m.